# Uuemõisa (Väike-Maarja)
Uuemõisa is een plaats in de Estlandse gemeente Väike-Maarja, provincie Lääne-Virumaa. De plaats heeft de status van dorp (Estisch: küla).

## Bevolking
Het dorp had 17 inwoners op 31 december 2011 en 18 inwoners op 31 december 2021.

## Ligging
Het dorp ligt ten noorden van de vlek Kiltsi. De rivier Ilmandu, een zijrivier van de Põltsamaa, ontspringt in Uuemõisa. Het stroomgebied is een natuurgebied, het Ilmandu hoiuala.
Net over de grens met het buurdorp Vao loopt de spoorlijn Tapa - Tartu. In Kiltsi is het dichtstbijzijnde station.

## Geschiedenis
Uuemõisa werd voor het eerst genoemd in 1796 onder de namen Charlottenberg en Höbbedik. Het was een Hoflage, een niet-zelfstandig landgoed, onder het landgoed Wack (Vao). In 1913 heette het Öbetiku. In de jaren dertig van de 20e eeuw ontstond een nederzetting op het terrein van de vroegere Hoflage, die de naam Vao-Uuemõisa kreeg (Uuemõisa betekent ‘nieuw landgoed’). In 1977 werd het dorp omgedoopt in Uuemõisa.
In 1977 werd ook het buurdorp Risu bij Uuemõisa gevoegd.